# 千葉県立富津公園
千葉県立富津公園（ちばけんりつふっつこうえん）は、千葉県富津市の富津岬にある千葉県立都市公園（広域公園）である。南房総国定公園に指定されている。
日本の都市公園100選、日本の白砂青松100選、房総の魅力500選のほか、明治百年記念展望塔は関東の富士見百景、ちば眺望百景、中の島公園展望塔はヘリテージング100選に選定されている。

## 概要
「富津岬」も参照。
富津岬の先端部に位置する明治百年記念展望塔は関東の富士見百景やちば眺望百景に選ばれており、中の島公園展望塔はヘリテージング100選に選ばれている。園内には東京湾要塞を構成した富津元洲堡塁砲台の遺構が残っている。かつては沖にある第一海堡まで干潮の時、陸続きとなった。
富津岬海岸部は、千葉県の指定天然記念物の富津洲海浜植物群落地として1954年（昭和29年）12月21日に指定されている。

## 施設

### 富津公園管理事務所管理施設

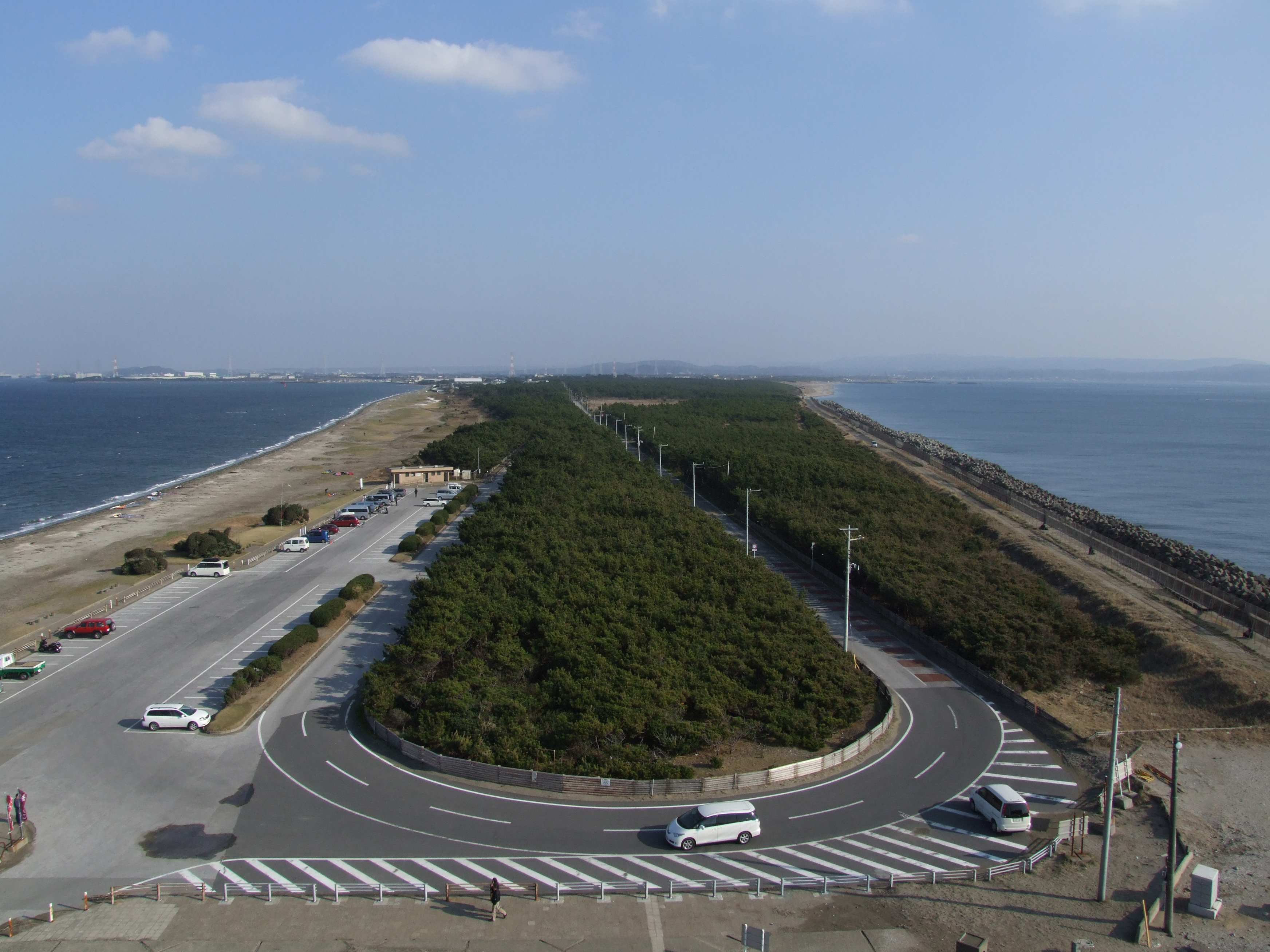
富津岬展望台（明治百年記念展望台）から見た公園方面

富津公園管理事務所が管理している施設。

#### 明治百年記念展望塔
1970年3月31日竣工。富津岬の最先端にある、五葉松をかたどった展望塔。東京湾を一望でる。晴れた日には富士山も望めることから、関東の富士見百景にも選ばれている。
最上階の高さは、21.8mである。

#### 中の島公園展望塔
公園内の大池に囲まれた高台に建つ、中の島展望台。松の木に囲まれた展望台から富津公園を一望できる。

#### 富津水泳場
1991年（平成3年）5月に完成。老朽化に伴う錆の発生により、2011年度は営業を中止。現在は、通常営業している。

#### 富津公園ジャンボプール
ウォータースライダー、波のプール、流れるプール、児童プール、競泳プールを完備。

#### 野外劇場
利用時間は9時 - 21時。休業日無休で公園施設利用申請書にて申請することにより一般利用できる（時間指定有料）。

#### 多目的運動広場
利用時間は9時 - 17時。休業日無休（ただし、ジャンボプール期間中は臨時駐車場として使用するため、一般利用はできない）。
公園施設利用申請書にて申請することにより一般利用できる（時間指定有料）。

### 富津市観光協会管理施設
富津市観光協会が管理している施設

#### キャンプ場
富津公園入口の松林の中に広がるキャンプ場（営業期間は4月 - 10月）。収容人数1,000人。バーベキューのみの利用も可（通年）。富津市観光協会で運営している。付帯施設として水洗トイレとシャワーがある。

#### テニスコート
有料。第1コートは人工芝3面。第2コートは人工芝1面、ハード3面。付帯施設として更衣室、シャワー、トイレがある。毎年11月下旬には、富津市観光協会富津支部の主催で公式テニス大会が開催される。

## 交通

### 公共交通機関
- JR東日本 木更津駅西口発、JR東日本・内房線 青堀駅経由、日東交通バス（富津公園行）より終点「富津公園前」下車、徒歩すぐ

### 自動車
- 東京湾アクアライン・館山自動車道 木更津南インターチェンジで降り、富津方面へ直進、国道16号を富津方面へ左折、「新井交差点」を右折し約3分
- 駐車場有（無料）、普通539台、大型車21台、身障者用12台

#### 広報資料・プレスリリースなど一次資料
1. ↑  指定管理者制度の導入状況
2. 1 2  公園MAP Archived 2012年8月4日, at the Wayback Machine.
3. ↑  “公園MAP”.   千葉県立富津公園. 2012年8月4日時点のオリジナルよりアーカイブ。2011年8月5日閲覧。
4. ↑  富津水泳場休館のお知らせ Archived 2012年8月8日, at the Wayback Machine.